# Diaethria brevipalpis
Diaethria brevipalpis är en fjärilsart som beskrevs av Achille Guenée 1872. Diaethria brevipalpis ingår i släktet Diaethria och familjen praktfjärilar. Inga underarter finns listade i Catalogue of Life.